# Clotilde de Habsbourg-Lorraine
Clotilde de Habsbourg-Lorraine, née à Fiume, le 9 mai 1884 et morte château d'Alcsútdoboz, le 14 décembre 1904, est une archiduchesse d'Autriche et une princesse de Hongrie.

## Biographie

### Famille
L'archiduchesse Clotilde, née à Fiume, aujourd'hui Rijeka en Croatie, le 9 mai 1884 est la cinquième fille et la dernière des sept enfants de l'archiduc palatin de Hongrie Joseph de Habsbourg-Lorraine (1833-1905) et de son épouse la princesse Clotilde de Saxe-Cobourg-Gotha (1846-1927),.
Par son père, elle est donc l'arrière-petite-fille de l'empereur Leopold II d'Autriche et de son épouse l'infante d'Espagne Marie-Louise de Bourbon. Par sa mère, elle est également l'arrière-petite-fille du roi des Français Louis-Philippe Ier et de son épouse Marie-Amélie de Bourbon-Siciles,.
Outre ses frères Joseph (1872-1962) et Ladislas (1875-1895), Clotilde de Habsbourg a quatre sœurs : 1) Élisabeth (1865-1866), 2) Marie-Dorothée (1867-1932), qui épouse en 1896 le prétendant orléaniste français Philippe d'Orléans (1869-1926), 3) Marguerite-Clémentine (1870-1955), qui épouse en 1890 le prince Albert Ier de Tour et Taxis (1867-1952), et 4) Elisabeth Henriette (1883-1958), célibataire.

### Jeunesse
Depuis son enfance, Clotilde souffre d'une santé délicate. Afin de renforcer sa constitution, les médecins lui recommandent le climat de la Mer Adriatique, de sorte qu'elle passe la majeure partie de sa vie à Fiume, dans la résidence de ses parents. Clotilde s'est bien développée physiquement et intellectuellement. Elle a acquis beaucoup de connaissances dans les sciences. Elle aimait la nature et n'a pas encore été présentée dans le monde public.

### Mort
Lors des festivités données en l'honneur des 70 ans de son père, en mars 1903, Clotilde, dont c'est la première apparition officielle publique, prend froid. Elle réussit cependant à surmonter cette affection, que l'on qualifie de rhume, et se repose en été et à l'automne, sur les conseils de ses médecins, dans les montagnes des Tatras. En novembre 1903, de retour de son séjour en montagne, elle est de nouveau fiévreuse et sa maladie progresse rapidement, au point qu'elle doit garder le lit à partir du début décembre. Elle souffre maintenant d'une pneumonie diagnostiquée par le professeur Károly Kéthly qui, le lendemain, fait appel, en vain, à son confrère Gyula Czyzewsky. 
Le 14 décembre 1903, Clotilde meurt, d'une maladie infectieuse, à l'âge de 19 ans, à château d'Alcsút, aujourd'hui comitat de Fejér en Hongrie. Elle est inhumée le 18 décembre dans la crypte palatinale du palais de Budavár, auprès de son frère Ladislas Philippe, mort huit ans auparavant.

### Hommage
En 1907, en sa mémoire, sa famille fait ériger une chapelle — aujourd'hui disparue en raison des bombardements durant la Seconde Guerre mondiale — dédiée à sainte Marguerite, sur l'île Margit-sziget, du même nom, sur le Danube, à Budapest.

## Honneur
Clotilde de Habsbourg-Lorraine est :
- Dame noble de l'ordre de la Croix étoilée, Autriche-Hongrie.